# Primăverii
Primăverii est un district de la ville de Bucarest. Situé au nord de la ville dans le secteur 1, le quartier est réputé comme étant l'un des plus chers de la capitale abritant les villas de nombreux politiciens et célébrités roumaines.

## Histoire

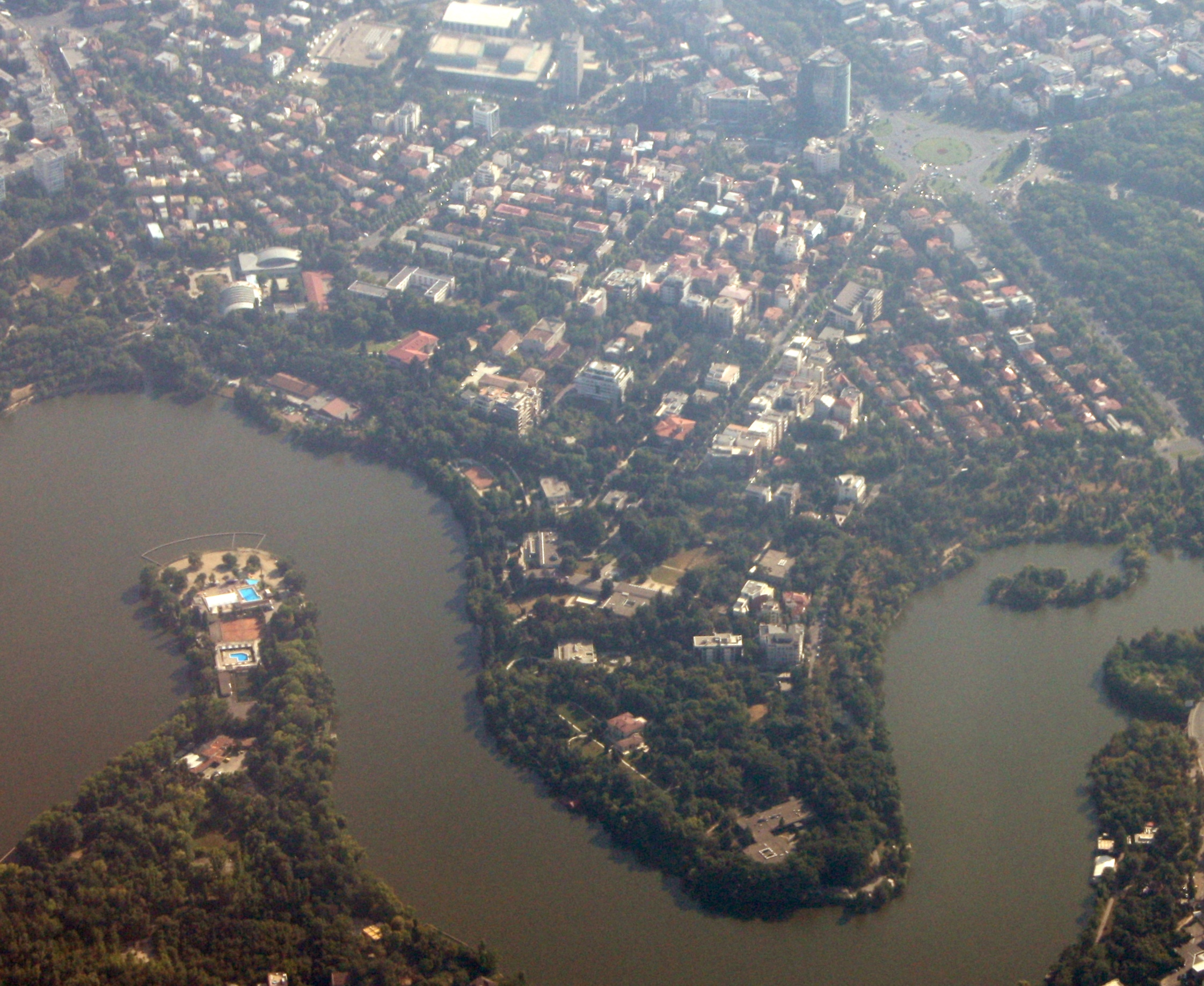
Vue aérienne de Primăverii.

Le quartier a été construit sur l'ancien parc « Gradina Bordei », qui était situé à la périphérie de la ville au début du XXe siècle.
Les maisons du quartier ont été construites dans les années 1930. Après la Seconde Guerre mondiale, la plupart des membres du Comité Central du Parti communiste roumain ont déménagé dans le quartier, avec les plus grandes maisons donnant sur le boulevard Primăverii. Ces villas dotées de grands jardins à l'arrière, étaient entourés de hauts murs et fortement gardées par la milice.
À partir des années 1960, la nomenklatura a commencé à construire de grandes maisons, avec de nombreuses chambres, des parcs et des piscines. Par exemple, Alexandru Drăghici a fait construire une villa sur les rives du lac Herăstrău. Nicolae Ceaușescu a occupé plusieurs maisons dans le quartier.
Avec son épouse Elena, il habite de 1965 à 1989 le palais Primaverii (« palais du Printemps »), dont la construction commence en 1964. Doté de 80 chambres luxueusement décorées, il comprend notamment une piscine intérieure, une salle de cinéma, un bunker souterrain et un jardin accueillant des paons. Il sert lors des visites de personnalités officielles étrangères.
Depuis 1989, le quartier est resté privilégié et est désormais prisé par les nouveaux riches de la capitale.